# アダム・ピーティー
アダム・ピーティー（Adam Peaty、1994年12月28日 - ）は、イギリスの競泳選手。専門は平泳ぎである。男子50m・100m平泳ぎの世界記録保持者である。

## 略歴
1994年12月28日、イングランド・スタッフォードシャーアトックスゼターの出身。
2014年のコモンウェルスゲームズ（スコットランド・グラスゴー）にて本格的に国際舞台にデビューを果たし、100m平泳ぎで金メダルを獲得した。
2014年の2014年欧州水泳選手権（ドイツ・ベルリン）では、50m及び100mの平泳ぎ二種目で優勝した。
2015年の世界水泳選手権（ロシア・カザン）では、個人では50m及び100mの平泳ぎ二種目を制覇し、新設種目となった男女混合400mメドレーリレーでもイギリスを初代王者に導く活躍を見せた。
2016年リオデジャネイロオリンピックでは100m平泳ぎに出場、決勝で57秒13の世界新記録を叩き出して金メダルを獲得した。